# Umeälvens delta
Umeälvens delta är ett naturreservat i Umeå kommun i Västerbottens län.
Området är naturskyddat sedan 2002 och är 2 005 hektar stort. Reservatet omfattar vatten, öar och strandområden i Umeälvens delta. Områdets gyttjiga bankar gör det till en värdefull fågellokal, för speciellt flyttfåglar. 

## Bilder

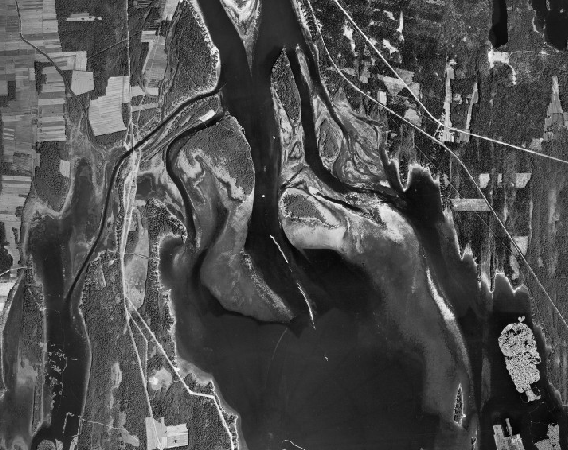
Flygfoto över Umeälvens delta från cirka 1960.
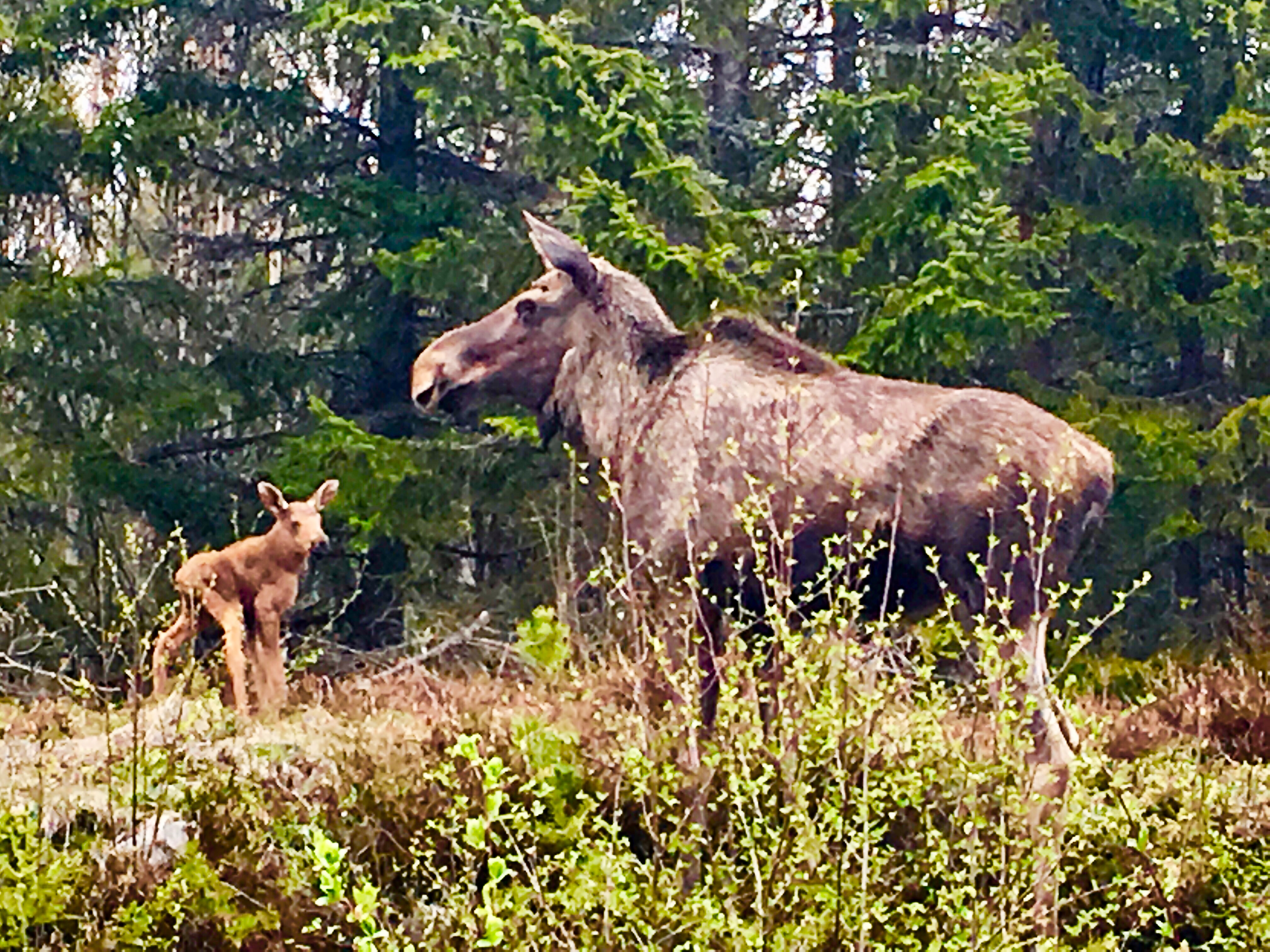
Älg i naturreservatet.
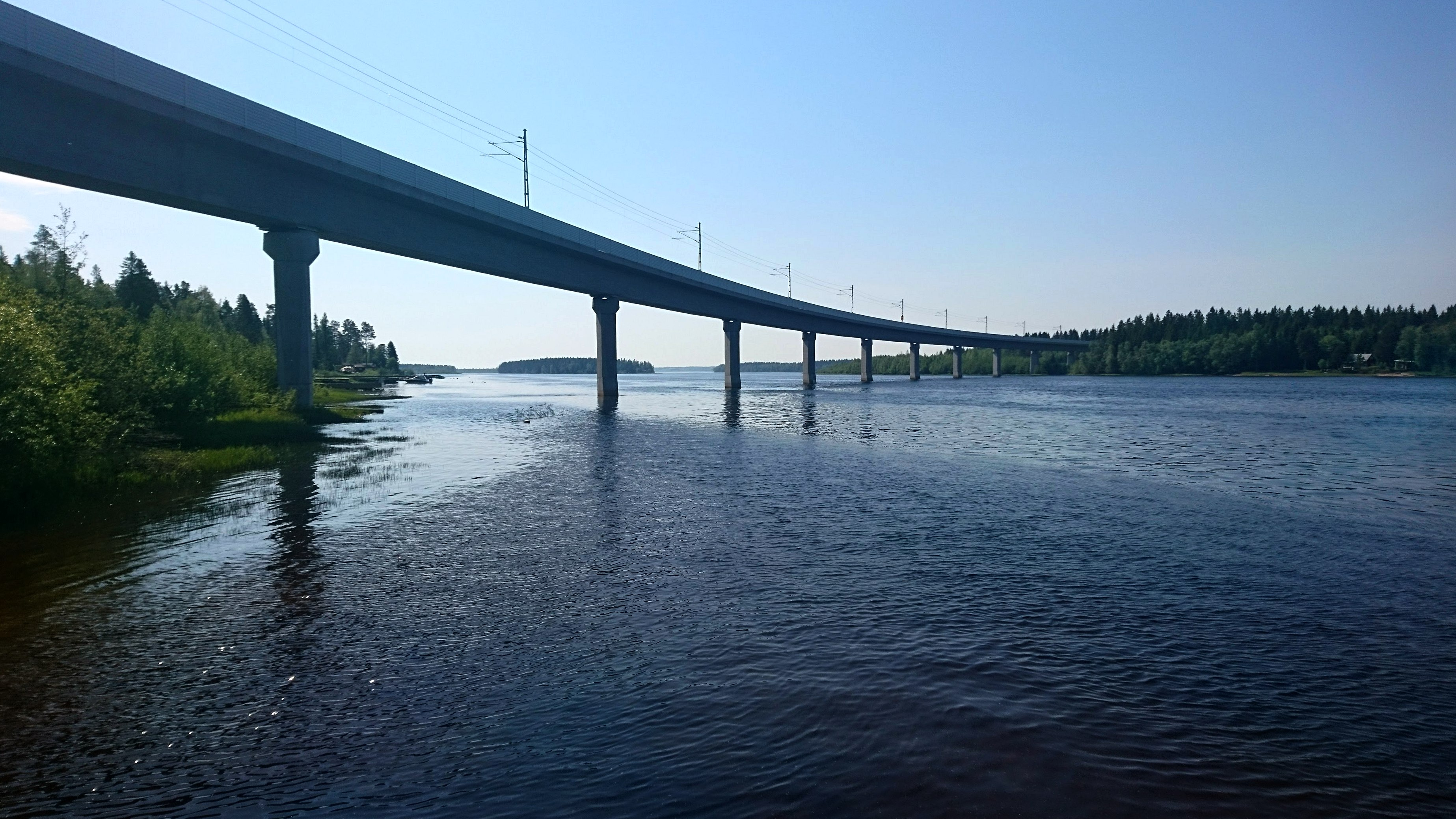
Umeälvsbron passerar reservatet.
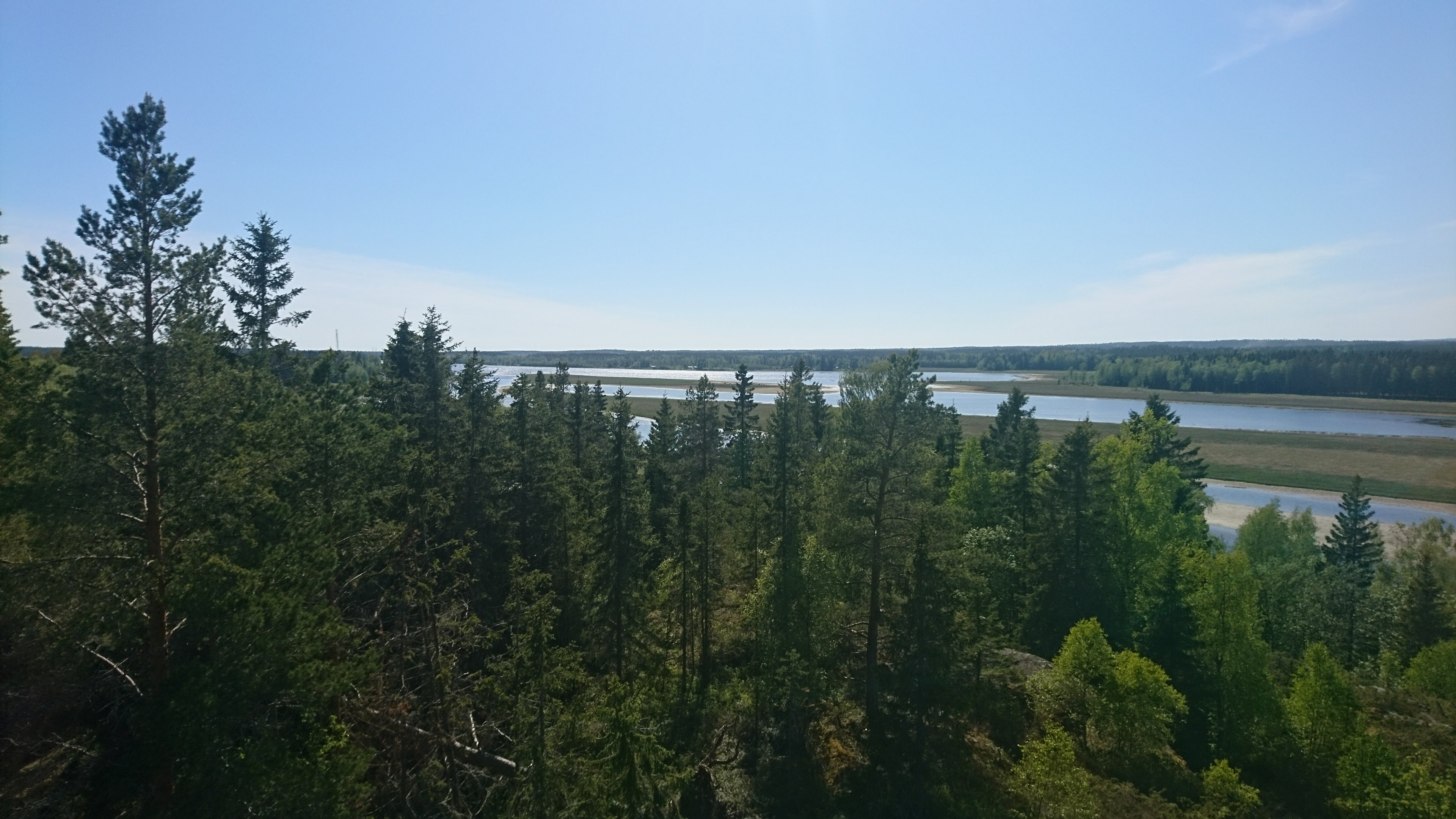
Utsikt från fågeltorn på Obbola över delar av reservatet.